# 緑の星

緑の星（La verda stelo）

緑の星（みどりのほし）はさまざまな組織のシンボルマークとして用いられる。
ここではエスペラントのシンボルマークである五稜星について解説する。
緑の星はエスペランティストの使う旗（緑星旗）やバッジ（緑星章）に使用される。緑は希望を、五つの先端は五大陸を表す。

## 歴史
- 1892年: 印刷物や便箋などの紙上のマークとして使われた。この年に雑誌「Esperantisto」（エスペランティスト）誌上に、「名刺や便箋に『Esperantisto』や『Esperanto』の書き込みがあるが、エスペランティストにとってのシンボルがほしいという提案が現われた。
- 1893年: 懐中時計や鼻眼鏡にさげる小さな飾りの提案があった。ルイ・ド・ボーフロンが「エスペラントに関係するものには緑の色を付け、上には星を置こう」と提案した。
- 1895年: 金色の星をつけた緑色の封筒が用意された。カレー (フランス)とドーバー (イギリス)を結んだ最初のエスペラント大会でポルシーヌ(Pourcine)が、エスペラント共通のシンボルとしての緑の星を提案した。当時、黒を含む他の色の提案があった。
- 1905年: エスペランティストの旗として定まった。

## 利用
エスペラントのシンボルとしての緑の星は、緑星旗にこそ大きさ（の比率）の規程があるが、他の規程はないので自由に利用されている。特に星の外にEsperantoという文字を配したり、中に文字Eをいれる図案が多い。エスペラント団体や大会のシンボルとして緑の星をあしらう場合も多い。また、五稜星が標準的だが、くずして使われる場合もある。